# Nescafé

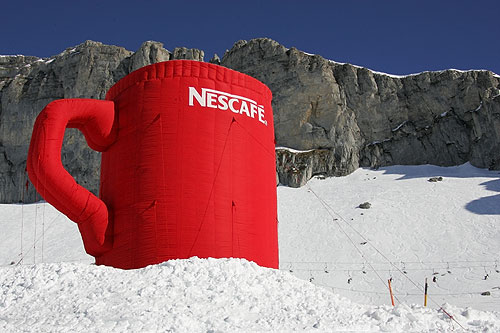
Nafukovací hrnek Nescafé na závodě Champs open ve Freestylovém parku Nescafé.

Nescafé, vyráběné firmou Nestlé, je jedna z nejprodávanějších značek kávy na světě. Název vznikl spojením slov Nestlé a café. První práškovaná káva byla objevená Maxem Morgenthalerem po sedmi letech hledání správné receptury a poprvé byla představena ve Švýcarsku dne 1. dubna 1938.
V mnoha zemích se díky popularitě název Nescafé používá pro všeobecné označení instantní kávy.

## Druhy kávy Nescafé
- Classic
- Italiano Extra silná
- Bez kofeinu
- Gold
- Espresso
- Classic 3 in 1
- Classic 2 in 1
- Montego
- Senzacione
- Green Blend
- Alta Rica
- Cap Colombie